# Anaphyllum beddomei
Anaphyllum beddomei är en kallaväxtart som beskrevs av Adolf Engler. Anaphyllum beddomei ingår i släktet Anaphyllum och familjen kallaväxter. Inga underarter finns listade.